# Iglesia de San Bartolomé (Livilcar)
La iglesia de San Bartolomé es un templo católico ubicado en la localidad de Livilcar, comuna de Arica, Región de Arica y Parinacota, Chile. Construida en el siglo xviii, fue declarada monumento nacional de Chile, en la categoría de monumento histórico, mediante el Decreto n.º 451, del 19 de octubre de 2012.

## Historia
Las primeras referencias que se tienen de la iglesia y pueblo de Livílcar, han sido ubicadas en antiguos documentos eclesiásticos correspondientes a las visitas pastorales, efectuadas por clérigos y funcionarios reales fiscalizando y realizando controles tributarios.
Se presume que cuando, el carmelita, Antonio Vásquez de Espinoza visitó la región, hacia 1618, pudo verificar la existencia del pueblo de Livílcar. Fuentes documentales posteriores, existentes en el Arzobispado de Arequipa, se refieren a la existencia del templo hacia fines del siglo XVII y durante el siglo XVIII.
La antigüedad de la fábrica del templo de Livílcar está corroborada por la cartela de piedra que se ubica en la parte superior de la portada principal: año 1728. La talla y labrado ornamental de las unidades de cantería que han dado apariencia y forma a la fachada, es una de las pocas que queda en pie, de estilo barroco indígena, original del siglo XVIII, en templos andinos del norte chileno. 
Livílcar estaba circunscrito al curato de Codpa, dependiente del obispado de Arequipa, desde 1613, el cual desde 1668 atendía “ los altos de Arica”, pueblos de la sierra y altiplano. Su población estaba vinculada, fuertemente, a Ausipar y Humagata a través de la arriería y agricultura, todas actividades vinculadas al tránsito de caravanas entre Arica y el mineral de Potosí. El historiador Jorge Hidalgo hace referencia al cultivo de coca en esta parte del valle, situación que le otorga un importante protagonismo precolombino y confirma una acendrada costumbre de uso y consumo. El dato, es una confirmación de aquella situación y revela la importancia de Livílcar como pueblo hegemónico en la cabecera del valle. Su ubicación, en un piso ecológico de transición, le valió ser un centro logístico de traslado e intercambio de recursos diversos. 
En 1727 figura Diego Cañipa como alcalde mayor de Livílcar, Ticnamar, Saxamar y Umagata, debiendo administrar justicia, mantener el orden y cuidar que no proliferasen las idolatrías. Es, sin duda, un gran espacio territorial para gobernar, ejerciendo el poder político y el religioso. Un año después estuvo terminada la portada de la iglesia de Livílcar. Podemos suponer la influencia del curaca Ignacio Cañipa en el hermoseamiento del templo.
En 1739, el curaca Diego Felipe Cañipa, descendiente de Ignacio Cañipa, describió a Livílcar como un pueblo “al que se llega por un camino peligroso”. Este mismo curaca, sufrió las peores condenas, como opositor a la rebelión de Tupac Amaru y Tupac Catarí. "En Codpa los rebeldes encontraron la resuelta oposición del cacique de los altos Diego Felipe Cañipa, quien fue degollado el 23 de febrero de 1781, por negarse a tomar parte en la rebelión. Otras autoridades cercanas a Cañipa en los pueblos de Livílcar y Socoroma corrieron la misma suerte."
Livílcar, como todos los pueblos de los Altos de Arica, con el establecimiento de las nuevas repúblicas quedó adscrito a Perú, pero su vínculo natural con las poblaciones del Alto Perú (actual Bolivia) se mantuvo. La población andina de estos territorios se convirtió en campesina y estuvo obligada a pagar contribuciones al estado peruano. Estas obligaciones la hicieron parte de los circuitos comerciales que abastecían las necesidades de las oficinas salitreras pertenecientes al cantón de Tarapacá: pastos para el ganado; maíz, papa y ají para los obreros del salitre.
El censo del año 1866 mostró que el distrito de Livílcar era habitado por 439 personas, de las cuales: 30 pobladores tenían de 21 a 60 años; 4 más de 60 años; 32 menores y 61 mujeres. En total eran 127 moradores.
En 1879, cuando estalló la guerra entre Chile y la alianza de Perú y Bolivia, conocida como "Guerra del Pacífico", Livílcar formaba parte de la República del Perú. Las comunidades indígenas no quedaron exentas de las consecuencias del conflicto. Aunque es probable que Livílcar no haya sufrido daños directos durante los enfrentamientos entre las tropas chilenas y peruanas, en muchos documentos que se refieren a la batalla de Arica figuran apellidos de indígenas directamente atribuibles a familias de pueblos como Belén, Putre o Livílcar.

La guerra finalizó en 1883 con la firma del Tratado de Ancón. La provincia de Tacna y Arica continuaría sometida a la legislación y autoridades chilenas durante diez años. Un plebiscito definiría su pertenencia a Chile o el Perú. Mientras no se efectuase, Tacna y Arica, y con ello también Livílcar, estarían bajo soberanía chilena, pero seguirían siendo peruanas; de tal modo se sustentaba "el legítimo derecho de ambos países por eseterritorio. En las comunidades andinas como Livílcar, en un principio el poder del Estado intentó generar la transformación del sentir nacional de la población a través de una chilenización simbólica de la población; "se inició la propagación de un mundo simbólico nuevo, la chilenidad versus la identidad livílqueña y la peruanidad de sus habitantes." 

Los clérigos que atendían Livílcar, siguieron dependiendo del Arzobispado de Arequipa. Estos sacerdotes eran peruanos, hecho que se reflejaba en su trabajo pastoral, de tal manera que se perpetuaba la peruanidad de la población en los valles y el altiplano de Arica. En un principio, las autoridades chilenas solicitaron al prelado de Arequipa que nombrara curas no peruanos, pero al ver frustrado estos intentos, el estado chileno optó en 1910 por expulsar al clero peruano y crear el Vicariato Castrense, con el fin de que no se interrumpiera la labor pastoral. 

Dentro de la gama de instrumentos de adscripción nacional que desplegó el Estado chileno en "las provincias cautivas" se encuentra la escuela. Ella cumplió la función de actuar como un recurso de asimilación nacional a través de formar el imaginario de las nuevas generaciones. En el caso de Livílcar, la escuela no era una institución nueva; en la zona andina del sur peruano ya funcionaban ocho escuelas antes de la guerra; entre ellas, una escuela rural en Livílcar. En el contexto del plebiscito planeado y bajo el pretexto de que fomentaban un "sentimiento de odio" a Chile, estas escuelas fueron clausuradas el año 1900 y, sistemáticamente, fueron reemplazadas por escuelas chilenas mixtas. Con la firma del tratado de Lima, en 1929, Livílcar se incorporó oficialmente al territorio chileno.

El capellán castrense, Luis Urzúa, recogió de una codpeña una descripción de Livílcar durante la primera mitad del siglo XX: “(…) encajonado en altos muros de roca, con una campiña abundante de maizales y potreros de alfalfa, y una iglesia consagrada al culto del Apóstol San Bartolomé (…) Sus habitantes mantenían rebaños de ovejas que salían a pastar a Humagata (…)." En estos tiempos Livicar, era un punto de conexión entre Azapa y el pueblo serrano de Belén. El distrito fue el principal centro administrativo de la precordillera de Azapa y su jurisdicción incluía los poblados de Ticnámar, Saxámar y Humagata. Durante la primera mitad del siglo XX el pueblo contaba con una escuela de instrucción primaria, cárcel y un juez de distrito.
Hacia el año 1950 una importante crecida del río San José arrasó con importantes zonas de cultivo y dificultó el acceso al pueblo. Esta pérdida de cultivos y lo mermado del terreno, obligó al desplazamiento poblacional hacia Azapa y Arica. La catástrofe se repitió entre 1973 y 1974, cuando una nueva crecida estival del río San José volvió a arrasar los terrenos cultivados, llevándose a su paso animales, plantaciones y casas. Una vez más, la población emigró definitivamente a otros lugares.

## Descripción del templo de San Bartolomé
a)    Exterior 
La traza del conjunto poblacional de Livílcar se emplaza en un escaso terreno. El conjunto poblacional se instaló próximo al farellón montañoso, sobre las chacras de cultivo, privilegiando el terreno fértil para el cultivo y alimento del ganado; está distanciado del río, previendo las temidas crecidas de los meses de lluvias en el altiplano, desde diciembre hasta marzo.
La Planta ocupa un área de 244,9 metros cuadrados, dentro de un perímetro de 88,7 metros. Una sola nave con ambientes adosados define la geometría básica del edificio. Como parte de alguna adecuación espacial anterior, persisten dos abreviadas capillas laterales, creando una sensación de planta en cruz latina. Son integraciones específicas la torre campanario y los restos del baptisterio y sacristía.
El Muro del Evangelio (muro izquierdo, mirando hacia el altar), dispone de un área de 102,1 metros cuadrados; la sección del paramento equivale a 0,9 metros. Las fundaciones se realizaron con piedras de río ligadas con mortero de barro. Las paredes se alzaron con unidades de adobe y argamasa de barro. El revoque aplicado es de tierra, protegido por una lechada de cal. Una simple lectura muestra, desde el testero hacia la portada, la existencia de un delgado estribo o contrafuerte, capilla lateral y una simple portada de adobe con arco que enmarca el acceso lateral; además, escaleras y torre campanario.
El Muro de la Epístola (muro derecho mirando hacia el altar), desarrollado sobre un área de 117,8 metros cuadrados, en una longitud de 62,6 metros y una sección de muro promedio de 0,9 metros, es un sector altamente vulnerable a los asentamientos diferenciales. Sus cimientos fueron trabajados con bolones. Los muros están constituidos por adobes unidos con mortero de barro. La protección final del paramento utilizó revoque de tierra y encalado. Una apreciación general de este borde expone dos ambientes colapsados (baptisterio y sacristía), vanos tapiados, capilla y paredes donde se acendraron desaplomes, fisuras y grietas.
El Muro Testero (muro detrás del altar), tiene un área de 34,9 metros cuadrados y una sección de muro igual a 0,9 metros. Una particularidad de su disposición constructiva es que no ocupa un plano horizontal como apoyo, mostrándose como una pared en plano inclinado, que incorpora un solo estribo como apoyo; por lo mismo, está sujeto a inestabilidad estructural. Los cimientos han incorporado piedra de río en su habilitación. En las paredes se usó adobe como elemento de albañilería, unido con mortero de barro y revoque del mismo material. La pintura se plasmó con lechada de cal.
El Muro de Pies (muro fachada), abarca un área de 39,8 metros cuadrados y es el lugar de máxima jerarquía arquitectónica del conjunto religioso. El muro, en su totalidad, fue construido en cantería de piedra. Destaca una fastuosa portada de piedra de estilo barroco indígena. La propuesta arquitectónica y artística se despliega hábilmente desde la puerta principal, enmarcada por una jamba, imposta y rosca caracterizada por unidades de piedra lisa. El espacio de transición es cubierto por una abreviada separación en la parte vertical (simulando un intercolumnio) y, en la parte superior, por una enjuta exenta de cualquier ornamentación. Aparecen, de forma simétrica, un par de pilastras que confirman la procedencia barroca de la composición al desplegar unas elocuentes formas salomónicas ricamente ataviadas de ornamentos y figuras. Desde el pedestal y base, las pilastras llegan al entablamento, no sin antes culminar un primer cuerpo que insinúa –junto al cornisamento– un alfiz. Bordean las pilastras un conjunto de formas, destacando elementos frutales (racimos de uvas), seres zoomorfos (vizcachas), cuadrifolias, orlas y querubines en el punto de contacto con el entablamento. Precisamente, en este componente extendido horizontalmente se plantean conceptos que sugieren el mensaje de sus patrocinadores; unos ángeles se superponen en los extremos sosteniendo unos pináculos de remate y hacia el interior surge un par de cuadrifolias que, como culminación de las pilastras, son utilizadas como apoyo de unos jarrones. En el friso, entre la cornisa y el arquitrabe, sobre el eje central, se dispusieron dos pares de cuadrifolias y una cartela en el eje axial que hace referencia a la fecha de edificación del templo (1728) y a la fidelidad de sus mandantes a la corona real. Finalmente, una abstracción de templete, con forma de arco, cierra el diseño con una cruz elevada.
Los muros adelantados desde el lado del evangelio y la epístola simulan un cobijo cubierto por la prolongación del alero, que enmarcan apropiadamente la portada. La puerta principal está pintada en un tono celeste. La cimentación es de piedra ligada con mortero de barro.
El Atrio y muro perimetral, el llamado conjunto atrial, con piso de tierra, y el muro perimetral en “L”, hecho de adobe, cubre 781,1 metros cuadrados. No tiene revoque ni terminación en pintura; tampoco se evidencia ningún tipo de ornamentación (pináculos o figurativa). El espacio es esencialmente configurativo y adolece de detalles constructivos; cuenta con frondosos árboles en su perímetro. Probablemente, el muro ha sido reconstruido en sucesivas ocasiones debido a los continuos movimientos sísmicos. Recordemos que este espacio era el antiguo cementerio, tal como lo describe el doctrinero Félix Aranibar en 1792.
La Torre Campanario, tiene un área de 8,5 metros cuadrados siendo, actualmente, un componente que ha perdido jerarquía, manteniéndose en pie la mitad de su estructura original confeccionada en adobe (Torre). El campanario original colapsó debido a los sismos; provisionalmente se integró un cuerpo de madera que soporta las campanas fundacionales. Contiene una valiosa campana que lleva inscrito el año 1779 y el nombre del cacique Diego Felipe Cañipa, quien fuera desollado en la plaza de Codpa el año 1781. El acceso a la parte superior se realiza desde una escalera de un solo tramo adosada al lado del evangelio.
El Calvario, frente a la puerta de acceso, en medio del atrio, es de sencilla resolución, utiliza un breve espacio equivalente a 1,9 metros cuadrados y está dispuesto con orientación hacia el muro de pies.

b)    Interior 
La Nave, tiene un área de 92,7 metros cuadrados. Remarca la uniespacialidad. Los pisos instalados son de baldosa y surge un poyo de adobe en el lado del evangelio. La techumbre está enfatizada por pares y nudillos que se apoyan en las cabeceras de los muros. La primera parte de su ámbito incluye un sotocoro, coro y escaleras de acceso. En sus paredes aún pueden observarse evidencias fragmentarias de pintura mural. Antes de llegar al presbiterio debe reconocerse: la puerta lateral, un vano tapiado que permitía el acceso al baptisterio y un par de capillas laterales.
El Coro-Sotocoro, de presentación aparente, signan el forzoso espacio de acceso al templo. Un entrepiso de madera de cardón estructurado con madera maciza, con un acceso en gradilla, confirman un área útil de transición.
El Presbiterio, en una generosa área de 32,9 metros cuadrados, debidamente aspectada por un par de pilastras inconclusas (insinuación de arco toral o triunfal), además del obligatorio cambio de nivel y balaustre divisorio, toma cuerpo el principal ambiente sacro del edificio.Con una disposición particular, se organizan los espacios para la mesa y la aparatosa base para la estructura del altar. Se tapiaron un par de puertas que conducían a la antigua sacristía.
Las Capillas, en algún momento se incorporaron una par de capillas laterales que terminaron por debilitar las paredes. Son dos ambientes específicos para la oración y recogimiento. La capilla del muro de la epístola, fue remodelada el año 2001 por una manda de un descendiente, quien decidió ponerle baldosas al piso y enyesar el arco.
La Sacristía, con un área trazada de 12,7 metros cuadrados, es un ambiente absolutamente derruido, del que han quedado únicamente sus fundaciones.
El Baptisterio, en un área de 11,0 metros cuadrados, se sostienen con endeble fuerza unos paramentos, literalmente, arruinados y colapsados. Los sismos de abril de 2014 terminaron de averiarlo.
El Retablo de altar mayor, es una notable obra realizada completamente en madera tallada de cedro. Creado en el siglo XVIII, es un trabajo inigualable de ebanistería, perfectamente estructurado. Completamente bañado en pan de oro, tiene retícula de dos cuerpos, tres calles, remate, cinco hornacinas y un Manifestador.
El Manifestador, por su parte, tiene labrados dos ángeles turiferarios (portan incensarios) y es único en la región a la vez que escaso de encontrar en las iglesias de la ruta de la plata. Las hornacinas son marcos labrados con frutos y formas vegetales; en el segundo cuerpo las hornacinas de menor tamaño repiten la
decoración. Al centro, el camarín de la Virgen, tipo templete, tiene al frente dos columnas salomónicas; a los costados, pilares rectos decorados con tallas que forman triángulos en cuyo interior hay pequeños rosetones. El remate superior cubre todo el tímpano, hasta el techo, y está policromado con colores verdes y rojo de bologna. Es el único retablo de madera, original, dorado y en pie que no ha sido intervenido, que se conserva en una parroquia en Chile.
Pintura mural: a partir de trabajos de un grupo de voluntarios, el año 1996 aparecen fragmentos de pintura mural debajo del recubrimeinto de cal, distribuidos de una manera dispersa en muchos sectores de las paredes interiores. De carácter fragmentario, la realización de una serie de exploraciones permitió recuperar mayores áreas de puesta en valor. A priori, las pinturas ensalzan el follaje, la vegetación, los contenidos frutales, la irrupción de una fauna subtropical y la presencia de querubines.
Se observan aves, un personaje alado y, en el muro de pies, decoración geométrica (ajedrezado). Es posible ver dos momentos muy marcados: el original de colores más intensos y el segundo momento pintado en el muro de la epístola, bordeando la hornacina del altar lateral, pintado en colores más suaves.
Las bases de preparación, en mal estado de conservación, son de sulfato de calcio según análisis químico; están aplicadas irregularmente, presentan pérdidas ocasionadas por el mal estado del soporte (adobe), filtraciones, oxidación de este estrato, grietas, vandalismo y mala manipulación, además de suciedad acumulada.
La comunidad de Livílcar no tenía recuerdo de las pinturas murales, lo que nos hace suponer que la descripción del inventario de 1792, en que figura la iglesia de Livílcar, como “blanqueada” fue la ocasión en que se cubrieron. Hay un fragmento de pintura mural en el acceso del coro alto. Es posible reconocer un frutero con frutos anaranjados, cabeza de querubín y tallos vegetales.
En el encuentro del muro de pies y del evangelio, apareció el fragmento de mayor tamaño. Se reconoce una base ajedrezada, común en murales de iglesias de los siglos XVII y XVIII; sobre ésta, franjas con motivos vegetales, divididas por marcos simulados.

En el Altar lateral del muro de la epístola, hay pintadas franjas verticales con motivos vegetales que demuestran un momento distinto de los otros fragmentos en los muros.
La Techumbre, entre queñoas y eucaliptos, se consigue definir las estructuras de pares y nudillos que se apoyan en la coronación de los muros laterales. Unas precarias cañas bravas sirven de soporte, a la usanza tradicional, bajo las planchas de Zinc-Alum superpuestas.

## FIESTAS PRINCIPALES Y ENCARGADOS DE LA IGLESIA
Los encargados de la iglesia son el fabriquero, a cargo del mantenimiento del templo, y el mayordomo, encargado de velar por la iglesia y las imágenes de sus santos, poniendo flores, velas y manteniéndola en óptimas condiciones para el uso de los feligreses.
Don Hernán Tarque Centella (H.T.), fue fabriquero por décadas. Él cumplía asimismo la función de mayordomo, ya que cuidaba las llaves y bienes materiales del templo. Además organizaba la fiesta patronal, en este caso: preparando las andas del santo, las imágenes, el altar y todos los pormenores relacionados con la iglesia. En esta labor le ayudaban las señoras Carmen Cañipa y Rita Cañipa, abnegadas devotas del santo patrón. Don Hernán desciende de una familia con fuertes lazos con la iglesia, su padre, Basilio Tarque, también fue fabriquero y su madre, doña Victoria Centella, fue alférez y mayordoma. En la actualidad ante el fallecimiento de don Hernán su hijo Sergio Tarque Cañipa es el encargado de la iglesia y lo acompañan el matrimonio compuesto por Gonzalo Gatica y Gloria Tarque que son encargados de la iglesia durante los eventos o fiestas religiosas, recuperando una institución que estuvo abandonado desde la década de los 80. Sí existe una extensa lista de alféreces que ayudan a costear la fiesta de san Bartolomé en el mes de agosto, principal fiesta de este lejano poblado. Dentro del cargo de alférez es muy difícil enumerar a todos quienes han desempeñado el cargo, pero podemos remitirnos a las familias que participan de esta fiesta y que, en la mayoría de los casos, se remontan a las familias fundadoras del pueblo: los Cañipa, Tarque, Centella, Cáceres y García. Cabe señalar la existencia de un “Cuerpo de Alféreces” que se organiza para la fiesta, haciéndose cargo de la tesorería, comidas, “costumbres” y todos los componentes necesarios para celebrar como corresponde (hojas de coca, incienso, copal y licores para la celebración). Los “cabecillas” se encargan de llevar la banda de músicos para la fiesta.

La celebración más importante es la Fiesta Patronal de San Bartolomé (23 y 24 de agosto). La distancia que separa el pueblo de los caminos transitables hace de la llegada a Livílcar un verdadero peregrinar. Atravesando por antiguos senderos o serpenteando el río san José, el santo recibe a sus fieles con los preparativos organizados por su alférez. Llegada la noche se da inicio a la celebración con una rogativa a la Pachamama, donde una imagen más pequeña de san Bartolomé, presencian cómo se ofrece licor y hojas de coca a la Pachamama (madre tierra).

Finalmente se celebra una misa solemne continuando con una procesión nocturna por las escarpadas callejuelas del pueblo y entre los vestigios de lo que antiguamente fueron las casas de sus antiguos devotos. Ya avanzada la noche y finalizado los actos litúrgicos, la atención se vuelca a las costumbres, donde se baila y celebra el reencuentro con el apóstol y su templo. En la fiesta se bebe una mezcla caliente de té, café y licor; se baila gracias a la presencia de la banda financiada por los cabecillas, quienes acompañan con su música. A la mañana siguiente la atención se vuelca nuevamente sobre la iglesia y la procesión que llevará al santo a pasear por las calles de su pueblo, pero esta vez al mediodía. La procesión es acompañada por los fieles, músicos y el padre, quien en diferentes puntos del pueblo realiza una oración pidiendo la bendición de Dios para los hijos de Livílcar. La fiesta finaliza con dos ritos importantes: la visita al cementerio para reencontrarse con los ancestros que dejaron su vida en esta tierra bendecida por la abundancia y la fertilidad de su tierra; y la cacharpalla o despedida, donde se baila llevando un collar de frutos, como una forma de rogar por la abundancia en este nuevo año.

Las festividades principales del pueblo son Semana Santa, Corpus Christi y la Santa Cruz de Mayo; todas ellas implicaban una preparación y participación de los habitantes. Lamentablemente, con el pasar de los años, éstas fueron decayendo hasta omitirse, ya que las inclemencias del río San José y el difícil acceso obligaron a la mayor parte de su gente a desplazarse principalmente a Arica.
Actualmente las nuevas generaciones de livilqueños habitan el pueblo reviviendo las fiestas de San Juan, y la Cruz de Mayo, que se realiza durante el mes de junio debido a que en mayo principalmente son celebradas las cruces de las parcelas ubicadas en el valle de Azapa.